# Steve Reevis
Steve Reevis (Browning, Montana, 1962. augusztus 14. – Missoula, Montana, 2017. december 7.) amerikai őslakos színész.

## Élete és pályafutása
Steve Reevis feketeláb (Blackfoot) őslakos indián rezervátumban nőtt fel és a Dél-Dakotai Flandreau indián iskolában, majd Kansasban tanult, ahol művészeti végzettséget szerzett.
Reevis első filmes munkájaként kaszkadőr volt a Hadiösvényen (1988) című filmben, majd még ugyanebben az évben szerepet kapott Ivan Reitman Ikrek című filmvígjátékában. Azóta számos tévés és mozifilmben szerepelt, dolgozott többek közt Kevin Costnerrel (Farkasokkal táncoló) és a Coen testvérekkel (Fargo).
55 éves korában, 2017. december 7-én halt meg a Montanában található Missoulában.

## Filmográfia

### Film
| Év   | Magyar cím                     | Eredeti cím                  | Szerep              | Magyar hang     |
| ---- | ------------------------------ | ---------------------------- | ------------------- | --------------- |
| 1988 | Ikrek                          | Twins                        | indián              |                 |
| 1990 |                                | Grim Prairie Tales           | indián gyermek      |                 |
| 1990 | Farkasokkal táncoló            | Dances with Wolves           | sziú / harcos       |                 |
| 1991 | The Doors                      | The Doors                    | indián a sivatagban |                 |
| 1993 | Jessie Lee bosszúja (A banda)  | Posse                        | Két Medve           |                 |
| 1993 | Geronimo – Az amerikai legenda | Geronimo: An American Legend | Chato               | Várkonyi András |
| 1995 |                                | Last of the Dogmen           | Sárga Farkas        |                 |
| 1995 | Vad Bill                       | Wild Bill                    | sziú főnök          |                 |
| 1996 |                                | Follow Me Home               | Freddy              |                 |
| 1996 | Fargo                          | Fargo                        | Shep Szépláb        | Háda János      |
| 1999 |                                | The Outfitters               | Sam Keno            |                 |
| 2000 |                                | Highway 395                  | Sim Lundy           |                 |
| 2003 | Az eltűntek                    | The Missing                  | Két Kő              | Breyer Zoltán   |
| 2005 | Csontdaráló                    | The Longest Yard             | Babaarcú Bob        | Varga Tamás     |
| 2013 |                                | The Cherokee Word for Water  | Johnson Soap        |                 |
| 2014 | Vadcsapáson                    | Road to Paloma               | Totonka             | Koncz István    |
| 2014 |                                | The Jingle Dress             | Buff                |                 |
| 2015 |                                | Fishing Naked                | Art                 |                 |

## Televízió
| Év        | Magyar cím               | Eredeti cím               | Szerep                                 | Megjegyzések           |
| --------- | ------------------------ | ------------------------- | -------------------------------------- | ---------------------- |
| 1991      | Csoda a vadonban         | Miracle in the Wilderness | Grey Eyes                              | tévéfilm               |
| 1996      | Az ígéret földje         | Promised Land             | Lamont Nez seriff                      | 1 epizód               |
| 1997–1999 | Walker, a texasi kopó    | Walker, Texas Ranger      | John Wolf / Lone Wolf / Jake Stonecrow | 2 epizód               |
| 1998      | JAG – Becsületbeli ügyek | JAG                       | Sammy Wheeler                          | 1 epizód               |
| 1999      | Lakota Hold              | Lakota Moon               | Two Hearts                             | tévéfilm               |
| 1999      | Lóbarátok                | Horse Sense               | Mule                                   | tévéfilm               |
| 2000      | Grizzlymedve-akció       | Wild Grizzly              | Jack Buck                              | tévéfilm               |
| 2002      | Már megint Malcolm       | Malcolm in the Middle     | Enoch                                  | 1 epizód               |
| 2004      |                          | Line of Fire              | Dwight Baylow                          | 1 epizód               |
| 2004      |                          | LAX                       | Hawk Man                               | 1 epizód               |
| 2005      |                          | Into the West             | idősebb Loved By The Buffalo           | minisorozat (1 epizód) |
| 2005      | Dr. Csont                | Bones                     | Sherman Rivers ranger                  | 1 epizód               |
| 2008      | Komancsok holdja         | Comanche Moon             | Worm                                   | minisorozat (3 epizód) |
| 2010      | A szellemfarkas bosszúja | Monsterwolf               | Turner főnök                           | tévéfilm               |

## Fordítás
- Ez a szócikk részben vagy egészben  a   Steve Reevis című angol Wikipédia-szócikk fordításán alapul.  Az eredeti cikk szerkesztőit annak laptörténete sorolja fel. Ez a jelzés csupán a megfogalmazás eredetét és a szerzői jogokat jelzi, nem szolgál a cikkben szereplő információk forrásmegjelöléseként.